# Еланское сельское поселение (Бурятия)
Се́льское поселе́ние «Ела́нское» (бур. Еланын hомон) — муниципальное образование в Бичурском районе Бурятии Российской Федерации.
Административный центр — село Елань.

## География
Границы Еланского сельского поселения
Сельское поселение «Еланское» граничит на юге с Кяхтинским районом по становику Малханского хребта, идущему зигзагами с юго-востока на северо-запад от истока реки Киреть, затем на восток становика Нарынского хребта. Затем граница поворачивает на север по становику Нарынского хребта до пересечения с границей бывшего колхоза «Еланский» в местности правой Окты, где делает поворот на северо-запад до горы Чёрная, затем поворачивает на запад до пересечения дороги на Сарам. После пересечения дороги на Сарам граница снова тянется на северо-запад, пересекает лог Буерак, на расстоянии 2 км ниже Бурятского подъёма идёт на север до родника Торма в местности Жалган. Затем граница пересекает автодорогу Мухоршибирь — Бичура — Кяхта, проходит на северо-восток рядом с карьером щебня на гору Холяша, поворачивает на восток, огибая гору, подходит к мосту — переправе через ручей озера Баханиха, далее к берегу реки Хилок и идёт по левому берегу реки Хилок мимо местности Накутуй до пересечения с автодорогой подъезда к селу Верхний Мангиртуй, затем поворачивает на юго-восток вдоль автодороги до пересечения с автодорогой Мухоршибирь — Бичура — Кяхта, где идёт вдоль неё на восток до пересечения с автодорогой подъезду к селу Елань. Затем идет на юго-восток по автодороге подъезда к селу Елань, до спуска к мосту через овраг, поворачивает на восток к подножию Иван-горы в местности Подошва, далее граница поворачивает на север до лагеря в местности Куринка, затем идёт на северо-восток до пересечения автодороги Сухая — Киреть, поворачивая на юг по реке до границы Бичурского района с Кяхтинским районом.
Населенные пункты: село Елань, улус Хаян. Общая площадь земель — 31901 га.

## История
Статус и границы сельского поселения установлены Законом Республики Бурятия от 31 декабря 2004 года № 985-III «Об установлении границ, образовании и наделении статусом муниципальных образований в Республике Бурятия».

## Население
| 2002  | 2011  | 2012  | 2013  | 2014  | 2015  | 2016  |
| ----- | ----- | ----- | ----- | ----- | ----- | ----- |
| 1244  | ↘1228 | ↘1179 | ↘1160 | ↘1139 | ↘1094 | ↘1066 |
| 2017  | 2018  | 2019  | 2020  | 2021  | 2023  | 2024  |
| ↘1047 | ↘1022 | ↘1018 | ↘993  | ↘830  | ↘804  | ↘782  |

## Состав сельского поселения
| № | Населённый пункт | Тип населённого пункта       | Население |
| - | ---------------- | ---------------------------- | --------- |
| 1 | Елань            | село, административный центр | ↘1082     |
| 2 | Хаян             | улус                         | ↘151      |